# باشگاه فوتبال موردوویا سارانسک
باشگاه فوتبال موردوویا سارانسک (روسی: ФК Мордовия Саранск) یک باشگاه فوتبال در شهر سارانسک در کشور روسیه است. این باشگاه در لیگ ملی فوتبال روسیه بازی می‌کند. این باشگاه در سال ۱۹۶۱ تأسیس شده‌است. ورزشگاه موردوویا آرنا محل برگزاری بازی‌های خانگی این باشگاه بود